# Laccophilus pictus
Laccophilus pictus är en skalbaggsart som beskrevs av François Louis Nompar de Caumont de Laporte 1835. Laccophilus pictus ingår i släktet Laccophilus och familjen dykare.

## Underarter
Arten delas in i följande underarter:
- L. p. pictus
- L. p. coccinelloides
- L. p. insignis